# Frankie Klick
Frankie Klick (* 5. Mai 1907 in San Francisco, Kalifornien, USA; † 18. Mai 1982) war ein US-amerikanischer Boxer. Am 25. Dezember im Jahr 1933 trat er gegen den Kubaner Kid Chocolate um die universelle Weltmeisterschaft im Superfedergewicht an. Den Kampf, der auf 15 Runden angesetzt war, gewann Klick durch technischen K. o. in Runde 7. Er konnte den Titel bis 1934 halten. Seine letzten beiden Kämpfe fanden im Jahre 1943 statt, die er beide nicht für sich entscheiden konnte.